# Interfaz física
Se conoce como interfaz física a los medios utilizados para la conexión de un computador con el medio de transporte de la red. Esto puede ser un módem, una tarjeta de red, un puerto serie, enlace infrarrojo, una conexión inalámbrica, etc.
Se utiliza esta expresión para no referirse a ningún medio o tipo de conexión en concreto, así se refiere al dispositivo por el cual se accede a la red de forma genérica.
- Datos: Q3754724